# 鲍勃·克洛特沃西
鲍勃·克洛特沃西（英語：Bob Clotworthy，1931年5月8日—2018年6月1日），美国男子跳水运动员。他曾代表美国参加1952年和1956年夏季奥林匹克运动会跳水比赛，获得一枚金牌和一枚铜牌。